# Bordes, Pyrénées-Atlantiques

Bordes este o comună în departamentul Pyrénées-Atlantiques din sud-vestul Franței. În 2009 avea o populație de 2.415 de locuitori.

## Evoluția populației
| An        | 1975  | 1982  | 1990  | 1999  | 2006  | 2009  |
| --------- | ----- | ----- | ----- | ----- | ----- | ----- |
| Populație | 1.563 | 1.687 | 1.652 | 1.941 | 2.251 | 2.415 |